# Cruz de Ferro

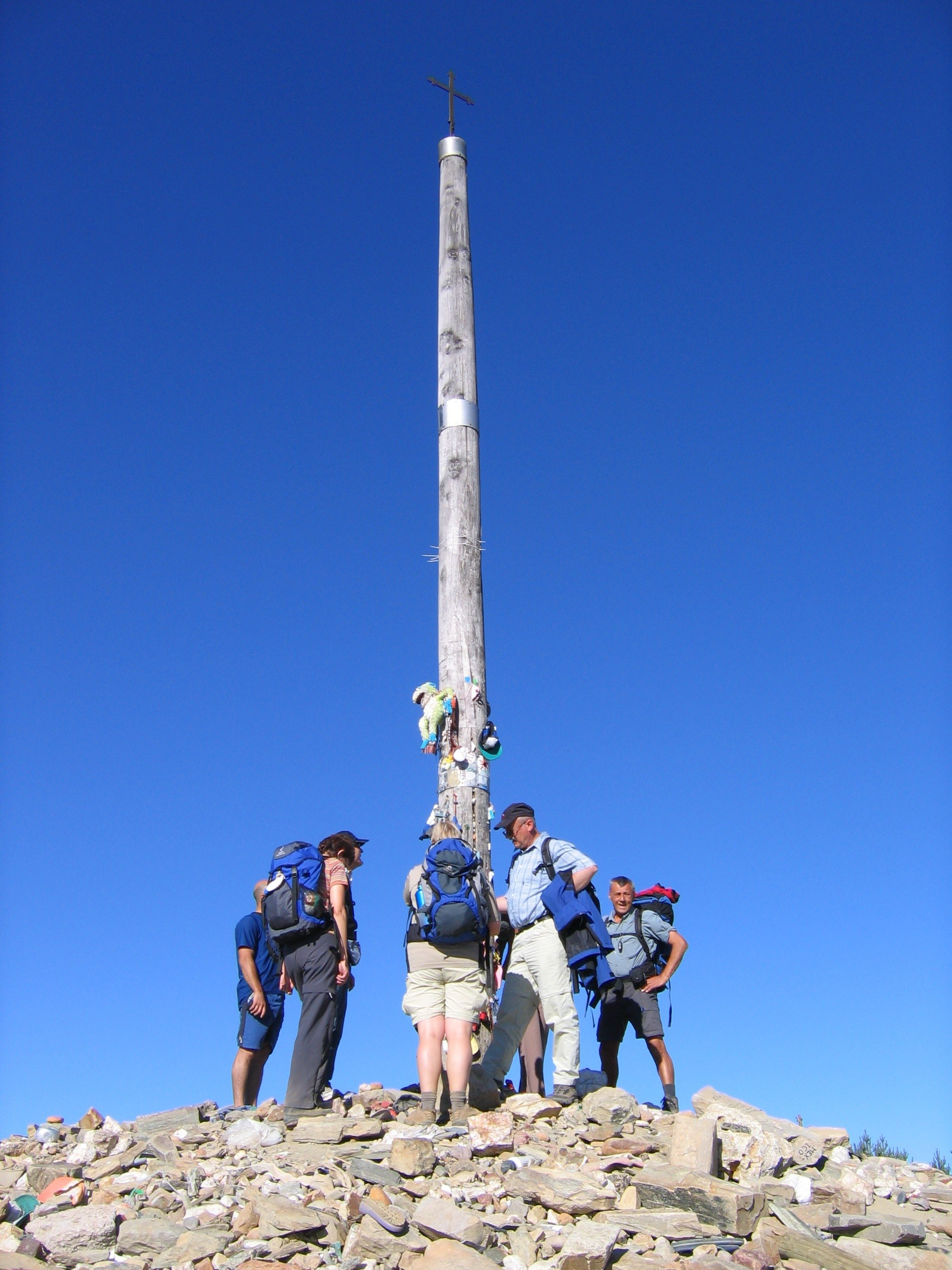
Jakobspilger am Cruz de Ferro

Das Cruz de Ferro (span.: Cruz de Hierro, dt.: Eisenkreuz) ist ein kleines Eisenkreuz, das, auf einen Baumstamm montiert, in den Montes de León den mit 1500 msnm höchsten Punkt des Jakobswegs Camino Francés am Monte Irago markiert. Nur der Somport-Pass auf dem aragonesischen Weg ist höher.
Das Kreuz steht in einem Steinhaufen, der von den Pilgern stetig vergrößert wird. Das Originalkreuz befindet sich seit 1976 im Museo de los Caminos in Astorga. Neben einer kleinen neuzeitlichen Kapelle aus dem Jahre 1982 gibt es einige überdachte Rastplätze für Pilger.
Bis zur Christianisierung des Ortes durch einen Eremiten, der den Vorläufer des oben erwähnten Kreuzes aufstellte, wurde an dieser Stelle vielleicht dem römischen Weggottheit Merkur durch Ablegen eines Steines gehuldigt. Da aber auch die Kelten Wegkreuzungen und andere herausragende natürliche Plätze als Kultstätten nutzten, wird auch das nicht der erste Kult an diesem Platz gewesen sein.
Laut dem Herbergsvater Tomás der Pilgerherberge von Manjarín soll der Steinhaufen in den 50er-Jahren an der Autostraße aufgeschüttet worden sein, damit der Ort für die Bustouristen besser erreichbar ist. Der Original-Haufen aus der Römerzeit soll sich 300 Meter abseits der Straße befinden.
In den 1990er-Jahren wurde das Cruz de Ferro Opfer von Vandalismus, als Unbekannte den Baumstamm des Kreuzes mit einer Motorsäge durchtrennten.
Der ursprünglich nicht-christliche Brauch, am Cruz de Ferro einen Stein abzulegen, wird inzwischen problemlos in religiös motivierte Wallfahrten integriert, indem der von zu Hause mitgebrachte Stein als Symbol der auf dem Weg hinter sich gelassenen „Sünden“ respektive der schon erfahrenen Läuterung betrachtet wird. Viele Pilger nutzen das Cruz de Ferro auch, um am Baumstamm des Kreuzes persönliche Dinge, Briefe oder gar Votivgaben anzubringen.
Das Gebet des Cruz de Ferro lautet: „Herr, möge dieser Stein, Symbol für mein Bemühen auf meiner Pilgerschaft, den ich zu Füßen des Kreuzes des Erlösers niederlege, dereinst, wenn über die Taten meines Lebens gerichtet wird, die Waagschale zugunsten meiner guten Taten senken. Möge es so sein.“